# Breth mac Buthut
Breth mac Buthut roi légendaire des Pictes.
Breth, équivalent de Brude, Bruide ou Bridei, selon Marjorie Ogilvie Anderson, est le nom porté par sept rois historiques des Pictes en plus de ce roi légendaire dont la signification « force, puissance » convient particulièrement à deux souverains postérieurs: Brude mac Maelchon et Brude mac Bili. 
Le règne de sept années de « Breth filius Buthut » se place dans la chronique Picte entre ceux de Gartnairt et d'Uipoig namet (Vipoig Namet). Il s'agit certainement du nom connu de Geoffroy de Monmouth qui l'a interprété en « Brutus ».